# سكورة (سكورة مداز)
سكورة هي إحدى مشيخات المملكة المغربية، تتبع جغرافيا لإقليم بولمان وإداريًا لسكورة مداز. يقدر عدد سكانها بـ 6971 نسمة حسب الإحصاء الرسمي للسكان والسكنى لسنة 2004.